# Trisha Krishnan
Trisha Krishnan (ur. 4 maja 1983 w Palakkadzie w Indiach, po tamilsku த்ரிஷா கிருஷ்ணன், w języku telugu త్రిష క్రిష్ణమూర్తి) – tamilska aktorka grająca w filmach w języku telugu, zdobyła sławę rolami w filmach Saamy i Ghilli.

## Filmografia
| Rok  | Film                                    | Rola              | Język    | Uwagi |
| ---- | --------------------------------------- | ----------------- | -------- | --- |
| 1999 | Jodi                                    | przyjaciółka Gayu | tamilski | Cameo |
| 2002 | Lesa Lesa                               | Balamani          | tamilski | |
| 2002 | Mounam Pesiyadhe                        | Sandhya           | tamilski | Nagroda Filmfare za Najlepszy Debiut (tamilski)                                                                           |
| 2002 | Manasellam                              | Malar             | tamilski | |
| 2003 | Alai                                    | Meera             | tamilski | |
| 2003 | Saamy                                   | Bhuvana           | tamilski | |
| 2003 | Enakku 20 Unakku 18                     | Preethi           | tamilski | dubbing w telugu pt. Nee Manusu Nakku Telusu                                                                              |
| 2004 | Varsham                                 | Sailaja           | telugu   | Nagroda Filmfare dla Najlepszej Aktorki (Telugu) Nagroda Santosham dla Najlepszej Aktorki                                 |
| 2004 | Ghilli                                  | Dhanalakshmi      | tamilski | |
| 2004 | Aayitha Ezhuthu                         | Meera             | tamilski | Dudbbing w telugu pt. Yuva                                                                                                |
| 2005 | Thirupaachi                             | Subha             | tamilski | |
| 2005 | Nuvvostanante Nenoddantana              | Siri              | telugu   | Nagroda Filmfare dla Najlepszej Aktorki (Telugu) Nagroda Nandi dla Najlepszej Aktorki.                                    |
| 2005 | Ji                                      | Bhuva             |          | |
| 2005 | Poszukiwany (Athadu)                    | Puri              | Telugu   | nominacja do Nagrody Filmfare dla Najlepszej Aktorki (Telugu) dubbing w tamilskim pt Nandu dubbing w malajalam pt. Target |
| 2005 | Allari Bullodu                          | Trisha Rao        | telugu   | |
| 2005 | Aaru                                    | Mahalakshmi       | tamilski | |
| 2006 | Aathi                                   | Anjali            | tamilski | |
| 2006 | Pournami                                | Pournami          | telugu   | |
| 2006 | Bangaram                                | Cameo             | telugu   | cameo występ |
| 2006 | Something Something ... Unnakum Ennakum | Kavitha           | tamilski | |
| 2006 | Stalin                                  | Chitra            | telugu   | |
| 2006 | Sainikudu                               | Varalakshmi       | telugu   | dubbing w tamilskim pt.Kumaran                                                                                            |
| 2007 | Aadavari Matalaku Ardhalu Verule        | Keerthi           | telugu   | |
| 2007 | Kireedam                                | Divya             | Tamilski | |
| 2008 | Krishna                                 | Sandhya           | telugu   | |
| 2008 | Bheema                                  | Shalini           | tamilski | |
| 2008 | Velli Thirai                            | Trisha Krishnan   | tamilski | w produkcji Cameo występ                                                                                                  |
| 2008 | Kuruvi                                  | Jasmin            | Tamil    | premiera 1 maja 2008 |
| 2008 | Chennaiyil Oru Mazhaikalam              |                   | tamilski | w produkcji |
| 2008 | Bujjigadu                               |                   | telugu   | premiera 22 maja 2008 |
| 2008 | Abhiyum Naanum                          | Abhirami          | tamilski | w produkcji |
| 2008 | Sarvam                                  |                   | tamilski | w produkcji |
| 2008 | King                                    |                   | telugu   | w produkcji |